# 格利澤4281
格利泽 4281是一顆位於水瓶座附近的紅矮星，距離地球約35.5光年。